# Galaxie primordiale
Une galaxie primordiale est une galaxie formée directement à partir de concentrations locales de matière (matière ordinaire et matière noire) dans l'Univers primitif, quelques centaines de millions d'années (Ma) après le Big Bang. La plupart des galaxies connues ne sont pas primordiales, car formées plus tardivement ou résultant de la fusion de galaxies antérieures.

## Observations
Pour observer des galaxies telles qu'elles étaient à une période aussi reculée de l'histoire de l'Univers, il faut scruter ce qu'on appelle un champ profond afin de découvrir des objets vieux de plus de 13 milliards d'années (Ga) — donc situés à plus de 13 milliards d'années-lumière (Gal) de la Terre —, l'âge du Big Bang étant estimé à 13,77 Ga.
Les premières galaxies aussi lointaines ont été découvertes par le télescope spatial Hubble, notamment EGS-zs8-1 en mai 2015 (z = 7,73 ; 13,04 Ga), EGSY8p7 en juillet 2015 (z = 8,68 ; 13,2 Ga) et GN-z11 en 2016 (z = 11 ; 13,4 Ga). Le télescope spatial James-Webb poursuit cette recherche depuis son entrée en fonction en juillet 2022, et a déjà en mars 2023 découvert une dizaine de galaxies lointaines, dont JADES-GS-z13-0, le record de distance actuel (z = 13 ; 13,5 Ga).

## Formation
Dans les scénarios standard de formation des galaxies primordiales, celles-ci se constituent à partir de concentrations locales de matière noire qui attirent gravitationnellement de la matière ordinaire environnante. Ces scénarios en prédisent l'âge probable et le rythme de croissance.
Les galaxies primordiales découvertes par Hubble sont globalement en accord avec ces scénarios (typiquement, vues telles qu'elles étaient 400 Ma après le Big Bang, elles ont une masse de l'ordre de 1 % de celle de la Voie lactée), à l'exception notable de HUDF-JD2 (apparemment trop massive vu son âge, mais avec quelques doutes sur cet âge et cette masse). Les premières découvertes de James-Webb viennent semer le doute sur la validité des scénarios standard, avec notamment six galaxies observées entre 500 et 700 Ma après le Big Bang, et déjà de masse comparable à celle de la Voie lactée,,.

## Observations avec JWST
Dans le cadre du programme  «  JWST’s GLIMPSE : gravitational lensing & NIRCam imaging to probe early galaxy formation and sources of reionization » , dirigé par Hakim Atek de l’Institut d’astrophysique de Paris, la caméra NIRCam du télescope spatial James Webb (JWST) a scruté, à partir de septembre 2023, l'amas de galaxies Abell S1063 situé à une distance de 4.5 milliard d'années-lumière de la Voie lactée afin d'obtenir les observations les plus profondes du ciel jamais réalisées . 
Les astronomes de la collaboration GLIMPSE sont à la recherche des premières galaxies, appelées galaxies primordiales, formées dans l'Univers quelques centaines de millions d'années après le Big Bang, et mille fois moins lumineuses que la Voie lactée. Leur objectif est de mieux comprendre les mécanismes de formation et d'évolution de ces galaxies primordiales.
L'effet de lentille gravitationnelle de l’amas de galaxies Abell S1063, qui agit comme une loupe cosmique, amplifie la lumière des galaxies plus distantes situées en arrière-plan de l’amas et les rend plus lumineuses, de sorte qu'elles deviennent visibles.
Parmi les galaxies extrêmement lointaines et anciennes observées de cette façon, deux de ces sources étudiées sont des progéniteurs plausibles des galaxies exceptionnellement lumineuses dans l’ultraviolet que JWST découvre maintenant régulièrement à z = 10-14 .
Le programme GLIMPSE a permis également de trouver une galaxie au décalage vers le rouge photométrique de z ∼ 6,5 susceptible d’héberger des étoiles de population III, la toute première génération d'étoiles de l'Univers formées que d'hydrogène et d'hélium : GLIMPSE-16043’. Une nouvelle campagne d'observations est prévue pour juillet 2025 : celle-ci tentera de confirmer ou pas la présence d'étoiles de population III dans GLIMPSE-16043 grâce à une spectroscopie précise . 